# Jisca Kalvanda
Jisca Kalvanda (15 juni 1994) is een Frans actrice.

## Biografie
Jisca Kalvanda speelde samen met Oulaya Amamra met hun gezelschap klassiek toneel in de marge van het Festival van Avignon. Via Cinétalents speelde ze in 2012 mee in de korte film Le Commencement. Amamra en Kalvanda werden ook gecast in de Franse miniserie 3 x Manon in 2014. In 2014 kreeg ze de prijs voor beste actrice op het Festival international des jeunes réalisateurs de Saint-Jean-de-Luz voor haar rol van Max in Max et Lenny en in 2016 speelde ze mee in Divines die in première ging op het filmfestival van Cannes 2016 en de Caméra d'or in de wacht sleepte.

## Filmografie

### Films
- 2017: Sage Femme van Martin Provost - Mme Werba
- 2017: De toutes mes forces van Chad Chenouga en Christine Paillard
- 2016: Divines van Houda Benyamina - Rebecca
- 2014: Max et Lenny van Fred Nicolas - Max

### Kortfilms
- 2015: Mi-temps van Arnaud Pelca
- 2014: Ghetto Child van Guillaume Tordjman
- 2012: Le Commencement van Guillaume Tordjman

### Televisie
- 2014: Engrenages (televisieserie, seizoen 5, afleveringen 1 tot 12) - Fatoumata
- 2014: 3 x Manon (miniserie) van Jean-Xavier de Lestrade - Bintou